# Johann Anton Verda
Johann Anton Verda (* um 1550; † um 1600) war ein österreichischer Architekt, Steinmetz und Baumeister.

## Leben und Wirken

### Herkunft und Familie
Johann Anton Verda entstammte mit seinem Bruder Alessandro einer Baumeister und Steinmetzfamilie aus Gandria am Luganersee. Im Jahre 1558 kam er mit seiner Familie nach Graz, wo er in der Zeit von 1562 bis 1568 an verschiedenen Bauprojekten beteiligt war.

### Bauwerke in der Steiermark
Anfang 1566 arbeitete er am Grazer Landhaus; in den Jahren 1568, 1571 und 1577 an der Bastei des eisernen Tores, einem Teil der Stadtbefestigung. Es folgte 1572 sein bauliches Mitwirken an der Stiftsschule. Zwischen 1590 und 1598 schuf er auch ein Modell für das damals noch im Bau befindliche Paulustor.

### Bauwerke in Kärnten
Zu seinen bekanntesten Werken in Kärnten zählt das von ihm gemeinsam mit Hans Freymann und Ulrich Vogelsang gebaute Landhaus in Klagenfurt. Dort wurde unter seiner Leitung die Verlängerung des Südflügels nach Osten hin, die Fertigstellung des Südturmes sowie die hofseitig gelegene Arkadengalerie mit den Treppenaufgängen und Toren des Mitteltraktes errichtet. Hierzu zählten auch Teile der Stadtbefestigung. 
Einen Namen machte er sich auch bei seinem Wirken auf Schloss Straßburg. Im Auftrag von Bischof Christoph Andreas Freiherr von Spaur war er als Erbauer des im Nordwesten gelegenen Stall und Kastengebäudes mit dem dazugehörigen dreigeschoßigen Logienverbindungsgang zum Hauptgebäude hin tätig. An diesen Arbeiten waren unter seiner Leitung auch der aus Scaria stammende Steinmetz Andrea Allio (Aglio) und der ebenfalls aus Scaria kommende Maurermeister Antonio dell’ Allio (Daglio) beteiligt.
Er nahm auch stilistisch Einfluss auf die Architektur des Klagenfurter Doms und den davor befindlichen Domplatz. Nach seinen Plänen wurde auch das Haus in der Klagenfurter Burggasse Nr. 3, die so genannte Burg, von den protestantischen Ständen als Collegium sapientiae et pietatis errichtet.